# Brigades Al-Qods
Ne doit pas être confondu avec Force Al-Qods.
Pour les articles homonymes, voir Al-Qods.
 (août 2009).
Si vous disposez d'ouvrages ou d'articles de référence ou si vous connaissez des sites web de qualité traitant du thème abordé ici, merci de compléter l'article en donnant les références utiles à sa vérifiabilité et en les liant à la section « Notes et références ».
Les Brigades al-Qods (arabe : سرايا القدس, Saraya al-Qods) sont l'aile armée du Jihad islamique palestinien (JIP). Elles sont particulièrement actives en Cisjordanie et dans la bande de Gaza.

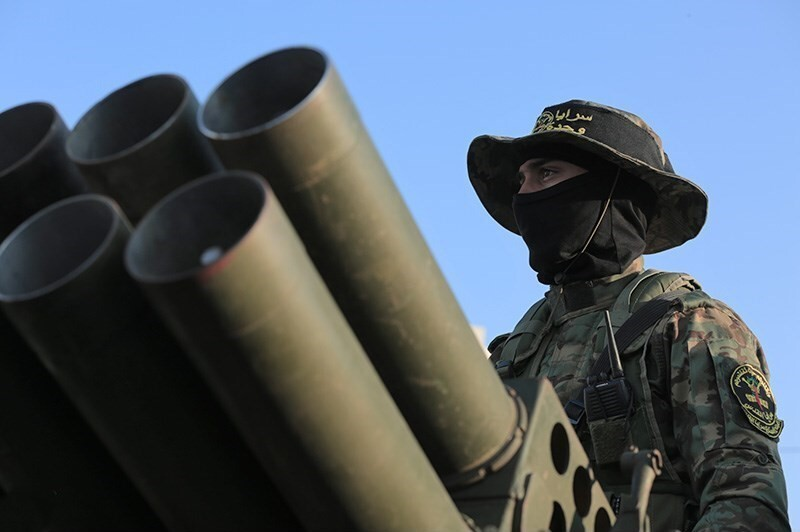
Défilé militaire des brigades Al-Qods dans la bande de Gaza, 2022

L'organisation est placée sur la liste officielle des organisations terroristes des États-Unis d'Amérique.
Les Brigades al-Qods sont d'abord très actives en Cisjordanie, en particulier dans la ville de Jénine, où le chef local du JIP, Mahmoud Tawalbe, dirige la résistance palestinienne lors de la bataille de Jénine en 2002. Mais de vastes opérations contre les infrastructures réalisées par l'armée israélienne entraînent de lourdes pertes pour le JIP et les Brigades al-Qods. Le 30 août 2006, leur chef, Hussam Jaradat, est abattu dans un camp de réfugiés de Jénine. Toutefois, malgré les pertes, le mouvement continue à opérer. 
Dans la bande de Gaza, les brigades al-Qods continuent à se battre en décembre 2008 – janvier 2009, et elles participent en 2023 à l'attaque du Hamas contre Israël.
Le groupe revendiquait en février 2023 être composé de 8 000 hommes.

## En Europe
En mars 2013, un légionnaire français d'origine algérienne, qui préparait une attaque contre la police en Belgique, se réclame des Brigades Al-Qods et des Brigades des martyrs d'Al-Aqsa.

## Depuis l'attaque contre Israël en octobre 2023
À partir du 7 octobre 2023, les Brigades Al-Qods participent à la guerre entre Israël et le Hamas, en se rangeant du côté des combattants du Hamas. La branche militaire du JIP effectue notamment plusieurs frappes de roquettes contre les villes israéliennes de Tel-Aviv, Sdérot et Ashkelon. Elle participe également à l'offensive au sol et aurait capturé plusieurs otages, une trentaine selon leurs propres déclarations.
Le 18 mars 2025, un responsable du Jihad islamique palestinien indique à l'AFP que « Naji Abou Saïf, le porte-parole des Brigades al-Qods connu comme Abou Hamza, est mort avec sa femme dans une frappe aérienne israélienne ».
Le 6 mai 2025, les Brigades Al-Qods annonce avoir détruit un drone militaire israélien à l'est de la ville de Gaza. Le groupe palestiniens continue de faire face à l'armée israélienne en particulier dans l'est de la bande de Gaza où elle aurait causée de lourdes pertes parmi les soldats israéliens. Bien que l'armée israélienne ai reconnu un certain nombre de perte dans ses rangs, la faction palestinienne assure que le nombre réel est bien plus grand est accuse Israël de « Dissimuler délibérément ses pertes humaines et matériels ».